# Padre Paisios del Monte Athos
San Paisios del Monte Athos (Pharasa, 25 luglio 1924 – Souroti, 12 luglio 1994) è stato un monaco cristiano greco della Chiesa ortodossa. È particolarmente venerato in Grecia ed è stato monaco del Monte Athos.

## Biografia
Si chiamava Arsénios Eznepìdis e nacque a Farassa (in Cappadocia, oggi Feke nell'odierna Turchia) nel luglio del 1924. Il neonato Paisios, fu battezzato dal parroco del paese, Arsenio il Cappadoce. Gli diede il proprio nome. Dopo un poco la famiglia di padre Paisios, il parroco e tutto il paese lasciarono la turchia ed emigrarono in Grecia. Si stabilirono nell'isola di Corfù nella quale sant'Arsenio morì poco dopo. Da Corfù passarono a Igoumentista e da questa a Kontitsa. La povertà impedì al piccolo Arsenio di fare studi superiori. Già da piccolo si nota in lui una spiccata religiosità.
Terminato il suo servizio militare come marconista, nel 1950 spinto dal desiderio di divenire monaco si reca nel Monte Athos. Entra come novizio nel monastero di Esphigmenou. In seguito riceve il nome di postulante: Avérkios. Il 12 marzo 1956 lascia il monastero di Esphigmenou ed entra in quello di Philotheou, ed è qui che, pochi mesi dopo, prende la tonsura monastica col nome di Paisios. Desideroso di fare vita quasi eremitica, narrò che gli fu impedito: "Una sera, mentre mi preparavo per partire per il deserto, improvvisamente mi aveva bloccato sul mio sgabello una forza invisibile. Quest'effetto durò per due ore. Pregavo versando lacrime quando sentii una voce: 'Non andrai nel deserto, ma a Konitsa, dove ti aspettano gli uomini'. Dopodiché fui liberato. Dio mi mandava nel mondo". Dall'agosto del 1958 padre Paisios sta nel monastero di Stomio, a Konitsa. Il 30 settembre 1962 padre Paisios lascia questo monastero, invitato dal vescovo-igumeno del monastero di santa Caterina sul Sinai. Laggiù rimase quasi un anno.
Ritornò sull'Athos e, poco dopo, fu costretto a farsi operare, con asportazione di una parte di un polmone. L'11 gennaio 1966 ricevette dalle mani del suo padre spirituale, papa Tichon, il grande schima monastico. Dal 12 agosto 1968, il padre, nonostante le sue precarie condizioni di salute, aiutò alcuni monaci a ristrutturare il monastero di Stavronikita.
Alla morte di papa Tichon, padre Paisios si ritirò a vivere nella sua cella senza abbandonare, però, Stavronikita. In seguito visse in una casetta non lontano dal monastero di Koutloumousiou, dove riceveva pellegrini.
Il 12 luglio 1994 il monaco morì, in seguito a complicazioni intervenute a causa di un'operazione al tumore diffuso in molte parti del suo corpo.
Il corpo di padre Paisios è seppellito nel monastero di San Giovanni il Teologo a Sourotì, presso Salonicco, ed è meta di continui pellegrinaggi.
Il 13 gennaio 2015 padre Paisios è stato iscritto nel registro dei santi della Chiesa ortodossa su approvazione del Santo Sinodo del Patriarcato Ecumenico.con questo rescritto:
"Συνῆλθεν, ὑπό τήν προεδρίαν τῆς Α. Θ. Παναγιότητος, ἡ Ἁγία καί Ἱερά Σύνοδος εἰς τήν τακτικήν συνεδρίαν αὐτῆς σήμερον, Tρίτην, 13ην Ἰανουαρίου 2015, πρός ἐξέτασιν τῶν ἐν τῇ ἡμερησίᾳ διατάξει ἀναγεγραμμένων θεμάτων. Κατ᾿ αὐτήν, ἡ Ἁγία καί Ἱερά Σύνοδος: α) ὁμοφώνως αποδέχοντας την εἰσήγησην τῆς Κανονικῆς Ἐπιτροπῆς ἀνέγραψε εἰς τό Ἁγιολόγιον τῆς Ὀρθοδόξου Ἐκκλησίας τόν μοναχόν Παΐσιον Ἁγιορείτην [...]".
"Oggi, martedì 13 gennaio 2015, si è riunita, sotto la presidenza di Sua Santità, il Santo Sinodo nella conferenza regolare concernente l'esame degli argomenti dell'ordine del giorno. Questo stesso Santo Sinodo: a) ha accettato all'unanimità, su relazione del Comitato Canonico e ha registrato nell'Elenco dei santi della Chiesa ortodossa il monaco Paisios Athonita;[...]. Patriarcato di Costantinopoli, 13 gennaio 2015".
_______________________________________________________________________________________________
Rileviamo alcuni punti che aiutano a tratteggiare più compiutamente la figura di padre Paisios e le persone in rapporto a lui:
- Spiritualità;
- Incontri con persone di altre Chiese, fedi e con gli agnostici e gli atei;
- Ruolo del monachesimo;
- Rapporto con il mondo animale;
- Carismi e miracoli;
- Reazione verso chi lo critica.

## Spiritualità

### Una mentalità contraria a quella secolare
Per l'anziano atonita la spiritualità non è qualcosa d'etereo, una filosofia astratta, un lavoro psicologico e puramente consolatorio ma qualcosa di estremamente vivo e legato all'esistenza umana. Rappresenta la pratica cristiana vissuta con la presenza divina dello Spirito Santo, una presenza viva. Questa pratica è totalmente contraria alla mentalità secolare. Per questo l'anziano scriveva:
"Quanto più un uomo è spirituale tanto meno ha diritti in questa vita. Egli dev'essere paziente, accettare le ingiustizie e anche gli insulti degli altri. Invece un uomo sbilenco, di cattivo carattere, lontano da Dio, pensa di avere molti diritti: calpesta, insulta e fa ingiustizie agli altri. Bisogna non dimenticare che i nostri diritti sono salvaguardati da Dio per la vita eterna. Ma noi, molte volte, chiediamo stupidamente di essere giustificati in questo mondo; di non subire nessun danno. Se poi ci dicono qualcosa cerchiamo subito di giustificarci. Poi pensiamo di credere in Dio. Questo è un prendere in giro lo stesso Signore. La giustizia umana non dice nulla all'uomo spirituale, ma certamente è un freno per l'uomo duro e stolto".
Fatta questa precisa divisione di campi, logica e giustizia divina da una parte, logica e giustizia umana dall'altra, il monaco aggiungeva: "Non contare sulla tua conoscenza. Per poter accogliere dentro di te la conoscenza divina devi abrogare la conoscenza secondo il mondo. Diventa semplice come un bambino. Non vantarti della tua conoscenza. La conoscenza gonfia".
In queste riflessioni si nota tutta la distanza tra la spiritualità dell'asceta atonita e quella tipica di una religiosità in cui si cerca di accordare principi molto umani con il vangelo, cosa non possibile per padre Paisios. Infatti per lui l'uomo spirituale non si ferma alla giustizia umana ma la supera perché abbraccia quella divina, non può fermarsi alla conoscenza mondana che spesso è d'ostacolo a quella divina ed evangelica.

### È caratterizzata dal discernimento e dalla ricerca sincera di Dio
L'asceta atonita parlava di spiritualità, ossia di pratica evangelica, in modo molto semplice e profondo al contempo. In questo modo si faceva capire anche ai più illetterati. La sua spiritualità era associata ad una notevole capacità di discernimento nella quale non esisteva alcuna imposizione. Egli infatti scriveva:
"Spesso osservo una cosa strana che succede agli uomini spirituali e che mi ricorda il mercato. Lì tutti gridano: uno racomanda le sue arance, un altro le sue barbabietole e così via. Ciascuno si preoccupa di vendere la propria merce. Qualcosa di simile succede anche ai cristiani. Alcuni dicono: se entri in quest'associazione ti salverai, se entri in quell'altra ti salverai, mentre molti uomini non sono chiamati né all'una né all'altra, ma ad una terza. Per l'amore di Dio! Un vero uomo di Dio offre solo un aiuto; mai soffoca l'altro. Supponiamo che io vada in un campo militare per parlare di monachesimo. Certamente non dirò loro bugie, ma fatti. Cosa può succedere? Tutti quelli sono chiamati a diventare monaci? Certamente no. Farei dunque del male a coloro che seguissero, a causa mia, il monachesimo senza avere vocazione, perché dopo ne soffrirebbero e sarebbero dei falliti. Quello che devo fare, invece, è trovare quel puro che ha la vocazione monastica, ed aiutarlo concretamente nella realizzazione della sua chiamata".
Il monaco incontrava molte persone, sia quando stava nel monte Athos, sia quando le esigenze lo chiamavano in altri luoghi. Per quanto facesse una vita prevalentemente dedita alla preghiera, non mancava mai d'istruire ed edificare gli altri. Tutto ciò non lo stancava tranne nel caso in cui si trovava davanti a persone senza alcun interesse spirituale.
"Quando la discussione è spirituale non mi stanca. Il problema incomincia quando si fanno tante domande senza senso. Se gli uomini che le fanno fossero illetterati, allora si giustificherebbero. Si tratta però di scienziati che mi chiedono, ad esempio, qual è il rapporto tra lo spazio ultraterreno e la coscienza dell'uomo. Tira tu le conclusioni! A questi uomini di solito dico: 'Ho il caffè pronto e due scatole di aspirine. Sedetevi all'ombra e a poco a poco risolveremo il problema'. In questi casi occorre sia il caffè che le aspirine... Al contrario, una volta sono rimasto sveglio per tre notti di seguito; eppure non mi sono stancato. Ma quando capita qualche discussione con uomini di cultura solo esteriore, senza profondità o interessi spirituali, allora essi mi provocano il mal di testa con le loro domande. Questo è ciò che mi stanca".

### Non è prodotto umano ma della grazia divina
Che per il monaco atonita il rapporto con Dio non fosse qualcosa d'intellettuale o di psicologico ma di vissuto in modo molto concreto ossia d'esperienziale, dono di grazia, lo si nota anche i questi suoi appunti nei quali si riferisce alla grazia di Dio descrivendola come una forza che lo attraversa:
"Quando viene la grande grazia, l'uomo non la può sopportare. Si scuote tutto, allo stesso modo in cui il corpo viene scosso dalla corrente elettrica. Non può sopportare una così grande beatitudine. S'immerge nelle lacrime, nella beatitudine, nella gioia inesprimibile, nell'eros divini; si trasforma. Mi ricordo di quello che mi è accaduto in passato. Avevo le reliquie di sant'Arsenio di Cappadocia [il parroco che lo battezzò] sul mio letto e vegliavo pregando tutta la notte. All'improvviso è apparso il diavolo che mi ha afferrato gridando: 'Che reliquie sono queste?'. Allora anch'io ho gridato: 'Santo di Dio, aiutami'. Subito il diavolo è sparito e l'anima mia si è immersa in una beatitudine inesprimibile. La mattina, un mio conoscente vedendomi, è rimasto sorpreso dalla trasformazione che la grazia aveva provocato sul mio volto".
In un altro passo l'anziano racconta un'esperienza personale ma in terza persona per non glorificare se stesso, cosa che era solito fare:
"Vi racconterò di uno la cui cella, alcuni giorni fa, sovrabbondò di luce divina, mentre egli stesso non sentiva di essere nel suo corpo. Era rapito nello spirito. Ritornato nello stato naturale e sparita la luce increata e celeste, quest'uomo guardando la luce del sole ha capito la grande differenza tra le due. Inoltre sentiva il suo corpo molto pesante. Allora cominciò a piangere forte per la mancanza di quella dolcezza e di quello splendore".
In questo, padre Paisios non fa che riecheggiare, pur nei termini suoi propri, la dottrina spirituale degli asceti antichi per i quali la vita spirituale è esperienza, pratica, incontro con Dio nella sua grazia, per quanto in modo non sempre chiaro ed evidente. Si noti pure come per Paisios la grazia non è una sorta di semplice "giustificazione divina", come potremo notare in alcuni pensatori della riforma luterana o una semplice "garanzia per il Paradiso", ma una vera e propria presenza di Dio che trasfigura l'umano e si fa riconoscere già nella dimensione terrena: "la grazia aveva provocato una trasformazione sul mio volto". Questa particolare dottrina la possiamo notare anche in san Gregorio Palamas (XIV sec.) che fu, pure lui, monaco atonita e, in genere, nella Chiesa ortodossa.

### Richiede una vera e propria lotta da parte dell'uomo
Ciononostante, la pratica cristiana per padre Paisios non dev'essere la ricerca di consolazioni, non è composta solo da una continua e fervente preghiera ma è soprattutto caratterizzata da una vera e propria lotta per fare spazio dentro di sé alla grazia divina nella pratica dei comandamenti e dei precetti evangelici. L'uomo dev'essere molto determinato in quest'opera ascetica evitando quanto lo può stornare da Dio:
"Alcune volte nella vita spirituale bisogna sforzarci. A volte soffriamo di inappetenza spirituale. Allora occorre sforzarci, mangiare un boccone e così l'appetito verrà. Lo stesso facciamo con la nostra mano che ha preso una storta: se l'accarezziamo solo non guarirà mai. Ci vuole un movimento repentino, affinché la mano possa ritornare nella sua posizione giusta. Non dobbiamo assomigliare alla tartaruga che è partita per il matrimonio ed è arrivata al battesimo".
In questo lavoro ci vuole molta forza e pazienza:
"Senza pazienza non si fa nulla. Alcuni sono così impazienti che assomigliano a uno che ha piantato una vite e il giorno dopo vuole bere il suo vino. Questo però è impossibile. Chi non ha pazienza soffre: sente il doppio del freddo quando c'è freddo, e il doppio del caldo quando c'è caldo, come il soldato che pensa che l'ultimo mese del suo servizio sia più lungo di quelli passati. Occorre molta pazienza in tutto e specialmente nelle cose spirituali":
E ancora sullo stesso stile l'asceta aggiunge:
"Non leggete i giornali e non guardate la TV. Spesso anche i giornali religiosi fanno del male ai cristiani provocando rabbia contro altre persone e, in genere, causando confusione. Siate attenti a tutto! Leggete solo i libri dei Padri".
La letteratura patristica è per Paisios l'aiuto più efficace per comprendere la Sacra Scrittura e questo lo aiuta anche nella lotta ascetica indicando un giusto stile. Per questo Paisios insegna:
"La battaglia contro [il proprio] uomo vecchio [= l'uomo che ragiona e vive mondanamente] si deve condurre con filotimo [= con generosità e nobiltà], con senso della propria miseria, con speranza, con consolazione, con sicurezza e respirando l'ossigeno spirituale. Ma tutto ciò viene assicurato da un cammino retto. Non occorrono atteggiamenti a buon mercato, ossia un'obbedienza forzata o una preghiera senza coinvolgimento personale. Non ci vogliono lacrime e tristezze che provengono dal diavolo. Io devo piangere i miei peccati ma sperare nell'amore di Dio, non divenendo triste come vuole il diavolo. Dovete vivere con semplicità, come il bambino nelle mani di suo padre".
Viceversa, "Oggi anche nella vita spirituale si cerca di giungere a Dio subito e senza fatica, ma non è possibile! Ci vuole la fatica [κοπος], fatica del corpo!".
Infatti, "La santificazione non si raggiunge senza fatica e lotta".
D'altra parte, "il corpo vuole passarsela bene. Noi però lo dobbiamo crocefiggere. Ma quando? Quando una persona è debole e crocifigge il suo corpo, questo non ha senso. Ma quando il corpo è sano e ribelle, allora va crocifisso perché obbedisca allo spirito. Se, ad esempio, la carne vuole che il piatto sia pieno zeppo e il cibo sia alto come la cima del monte Athos, oppure quando essa desidera del vino, allora le togliamo tutto ciò. Così il corpo viene crocifisso". In questo, Paisios non crede che il corpo sia un male ma che, essendo debole, ha bisogno d'essere educato ed elevato, non assecondato.

### È al di sopra della semplice razionalità (che caratterizza la mente) perché ha casa nel cuore
Davanti ad un uso continuo ed esasperato della razionalità, dell'autogiustificazione e dell'autosufficienza nel Cristianesimo, l'asceta insegna a diffidare da questi atteggiamenti che per lui sono cristianamente fuorvianti:
"Quanto più l'uomo si fortifica spiritualmente, tanto più Dio gli permette di comprendere ulteriormente sia il senso del peccato sia i doni divini. In questo caso l'uomo intelligente s'identifica con l'uomo santificato. Il diavolo non va a caccia degli stupidi, ma degli intelligenti, cioè di coloro che sono vicino a Dio e comincia a farli soffrire usando le armi dell'autosufficienza, della razionalità, della ragione e del giudizio. Perciò dobbiamo 'mettere la nostra testa nel frigo' fino a quando Dio non ce la restituirà santificata. Nessuno è mai guarito da solo e nessuno sarà salvato senza l'obbedienza".
Nella spiritualità di Paisios abbiamo la dialettica mente-cuore. Il mondo vive con la mente facendo continua leva sulla razionalità con la quale ha costruito la sua civiltà. Il cristiano santificato vive con il cuore (ossia con la profondità spirituale, non con il sentimento!) che ha una logica spirituale oltre la mente e che la mente non può comprendere. Per questo un Cristianesimo appoggiato sul razionalismo non può comprendere la logica spirituale e finisce per vivere lontano dal vangelo. Ecco allora la necessità di mettere la mente nel "frigo", ossia ghiacciare l'attività razionalistica per far spazio al cuore. Da qui proviene la conseguenza: "Chi vive con il cuore si riposa. Invece chi vive con la mente si stanca". Con la mente ci si inganna ma il cuore non s'inganna. Solo con la grazia di Dio e la collaborazione ascetica umana l'uomo può passare dalla logica della mente a quella spirituale del cuore. Infatti, come afferma l'asceta, "Cristo colpisce il cuore [= parla ad esso], il diavolo la testa [= fa discorsi razionali per condurre lontano dalla vita in Cristo]".
Questa divisione mente-cuore si collega, a sua volta, all'antropologia propria ai Padri greci ed è sintetizzata nel XIV secolo da san Gregorio Palamas al quale si rimanda.

### Si fonda sulla confessione della vera fede
Per padre Paisios, come per tutta la tradizione patristica antica, la spiritualità non può che fondarsi sulla retta fede o presupporla.
"Noi ortodossi crediamo e confessiamo che il Verbo di Dio [Gesù Cristo] non è stato creato [=non è una creatura come noi] ma è nato dal Padre prima di tutti i secoli prendendo carne dallo Spirito Santo e dalla Vergine Maria. Così ha portato la salvezza al mondo. Discorsi che vengono dall'intelligenza non portano alcuna trasformazione alle anime, poiché questi sono carne. La Parola di Dio che nasce dallo Spirito Santo possiede in sé l'energia per trasformare le anime.
Lo Spirito Santo non discende sull'uomo per mezzo di macchine. È per questo che la [vera] teologia non ha nulla a che vedere con lo spirito scientifico. Lo Spirito Santo scende da solo quando trova nell'uomo delle predisposizioni spirituali".

## Incontri con persone di altre Chiese, fedi e con gli agnostici e gli atei

### Verso il Cristianesimo occidentale
Nei suoi frequentissimi incontri con le persone, padre Paisios ha avuto pure modo di confrontarsi con gente di altre fedi o confessioni cristiane. Con esse aveva lo stesso atteggiamento del santo prete che lo battezzò: amabilità ma allo stesso tempo chiarezza e solidità nelle proprie convinzioni. Riportiamo a titolo di esempio un dialogo avuto con un religioso cattolico:
"Guarda, la differenza tra l'Occidente e l'Oriente è una sola... cioè la logica [λογικη]; l'Occidente crede in essa l'Oriente crede nello Spirito Santo. Non è il Credo, il 'Filioque' o le altre differenze... perché il 'Filioque' si può anche intendere bene. È lo Spirito Santo che conta e l'unione delle Chiese si fa così; se si è uomini di Dio, se si ha lo Spirito Santo allora si è Uno... l'unione potrà avvenire tramite questa via, non tramite altre strade che sono una presa in giro e farse. Come il Patriarca Atenagora che ha preso in giro Paolo VI e Paolo VI Atenagora. Vedi, io ho fatto solo le elementari non ho studiato teologia, ho letto solo, oltre alla Scrittura, l'Everghetinòs [i Padri del deserto], l'Abbà Isacco, il Sinassario... ho sempre cercato giorno per giorno la luce dello Spirito Santo... il resto non importa. Anche in Oriente la logica sta entrando molto nella Chiesa e c'è grande confusione; la maggioranza dei vescovi pensa con lo stesso cervello e mentalità del sindaco... Invece è lo Spirito Santo che ci fa uno".
"Lo ripeto: è la logica il male di tutto, il pensiero... A Tessalonica c'è una scuola teologica abbastanza buona, ma ad Atene...le cose più assurde vengono da lì! Fortunatamente nell'Ortodossia c'è molto sale, ma anche i nostri si stanno piegando al sistema della scienza, vanno a studiare all'estero... pensa, hanno inventato pure la scienza della pastorale per i parroci e ci mettono dentro pure la psicologia! Ma lo Spirito Santo cosa ci sta a fare? Lasciamo ai tedeschi il mestiere di pensare e pensare per fare nuovi aerei e nuove bombe...".
"Non voglio dire che non ci sono differenze dogmatiche... ci sono... ma sono tutte riconducibili a quel male di cui ti parlavo prima [il razionalismo]".
Nell'incontro con un cattolico padre Paisios affermò:
"Vedi, questo atteggiamento severo che c'è qui nel Monte Athos verso i romano-cattolici non è per mancanza d'amore. È come se un medico desse ad un malato dei dolci per guarirlo; no, deve dargli erbe amare. Così non si può ingannare la gente con un falso ecumenismo, ma dire le verità. Purtroppo .... anche nella Chiesa ortodossa molti imparano dall'Occidente. Bisogna invece tornare alla tradizione dei Padri... La Chiesa in Occidente si è costituita in forma di stato e ha coniato la sua moneta [νομισμα], ha sostituito il cervello allo Spirito... ma questo sta succedendo anche qui in diverse parti per imitazione e influenza dell'Occidente. Vedi, non basta la buona disposizione e l'intenzione, ma occorre aderire alla verità, quando lo Spirito illumina... Con la buona disposizione si può giungere fino ad uccidere dei monaci come ha fatto il patriarca Veccos quando uccise molti monaci nel monte Athos che si opponevano all'unione con la Chiesa d'Occidente".

### Verso altre fedi
Nei riguardi delle religioni non cristiane padre Paisios affermava:
"Per andare in India ci vuole qualcosa di molto potente. Là non sono come in Africa. Hanno una vita e alte teorie spirituali, fanno muovere gli oggetti [con il pensiero]! È vero che sono forze demoniache e magiche, ma intanto li fanno ballare... e bisogna che noi siamo abbastanza forti nello Spirito per far ballare pure noi gli oggetti....".
A tal proposito tra il popolo greco si racconta che una volta padre Paisios incontrò un buddista in grado di frantumare piccoli sassi con il pensiero. L'anziano non lo disprezzò e anzi aggiunse: "Sei molto bravo!". Poi gli passò un'altra piccola pietra sulla quale aveva segnato una croce. Il buddista per quanto s'impegnò non ce la fece a rompere quella pietra.

### Verso gli agnostici e gli atei
"Un giovane vivace diceva all'Anziano: Non c'è Dio. Non credo. L'anziano gi rispose con bontà: allora vieni vicino a me. Lo sai che la cicala che ora canta parla di Dio? Vedi questo gattino! Che bella pelliccia che ha, è migliore pure di quella di una regina! Il giovane si commosse alle parole dell'Anziano e la sua incredulità si addolcì".
"Una volta un professore universitario visitò l'Anziano e gli disse: Ho difficoltà a credere che Dio esista. Sono un uomo colto, vivo in Occidente e tutto ciò che dici e fai si può spiegare razionalmente. Certo, esiste qualche forza, ma non posso accettare tutto quello che dici su Cristo e sui sacramenti. L'Anziano dopo averlo ascoltato gli rispose con tono brusco: Sei più stupido di una lucertola!. Offeso dalle parole dell'Anziano il professore reagì. L'Anziano insistette: In verità tu sei più stupido di una lucertola e te lo dimostrerò. L'Anziano chiamò subito una lucertola. All'animaletto che corse da lui chiese se Dio esistesse. La lucertola si alzò su due zampe e chinò la testa dando con questo movimento una risposta positiva all'Anziano. Il professore ne fu sorpreso e iniziò a piangere. L'Anziano soggiunse: Hai visto che tu sei più stupido di una lucertola? Essa sa che Dio esiste e tu, con la tua intelligenza, non hai compreso la sua esistenza. Il professore lasciò la cella dell'Anziano tutto scosso".

## Ruolo del monachesimo
Per padre Paisios il monaco è essenziale non solo per la Chiesa ma per il mondo intero, dal momento che interagisce con forze di ordine spirituale che innervano tutta la realtà. Per questo la funzione più importante del monaco è la preghiera.
"Il proprio del monaco è di sudare, marcire, scoppiare nella propria cella. La preghiera è l'arma più potente di tutte. Se aiuto o libero un carcerato, non ho fatto molto: la preghiera lo salva non per questa vita, ma per la vita eterna. Non è proprio del monaco visitare i malati, ma pregare per la loro anima. Nella Chiesa ci sono quelli che curano i malati e quelli che li assistono. Il monaco è un'altra cosa. Ma chi è più prigioniero dei defunti, di quanti sono nell'Ade e non possono fare nulla per la propria conversione? Noi invece possiamo salvarli. Dobbiamo fare preghiere e metànie [=prostrazioni] per i defunti! E ciò anche per i vivi: solo la preghiera può costringere Dio ad intervenire di forza in certe situazioni: Dio rispetta la libertà dell'uomo altrimenti il diavolo gli direbbe: 'Ehi, perché agisci così?'. Invece quando un cristiano prega, costringe Dio ad intervenire con potenza anche contro la libertà di quel poveretto che giace nel peccato! Ma perché noi monaci andiamo a cercare altre strade che non sono efficaci e potenti come la preghiera, la vita nascosta? Anche noi qui subiamo l'influenza dell'Occidente".
"Durante la guerra del Golfo l'Anziano era chiuso nella sua cella e non riceveva nessuno. Aveva aumentato il tempo della sua preghiera affinché il conflitto non diventasse ancora più letale. Più tardi disse ai suoi visitatori: 'Con la preghiera non possiamo evitare ciò che ha previsto Cristo. Ma egli ci ha consigliato di pregare affinché sia giorno e non notte, sia estate e non inverno. Con l'aiuto della preghiera il male si controlla e diminuisce".
"Sono venuti a trovarmi due cattolici. Erano uomini buoni ed esercitavano la professione di architetto. Mi dissero che il monachesimo dell'Ortodossia non offriva nulla, mentre il loro offriva una grande missione, quella dell'evangelizzazione. Ho spiegato che l'apostolato dei monaci è diverso, differisce da quello dei chierici che vivono nel mondo. Se eliminassimo i fari dalle rocce sul mare, che cosa succederebbe alle navi? I monaci hanno appunto la funzione di essere i fari sulle rocce dell'umanità".

## Rapporto con il mondo animale
Una delle specificità dell'anziano Paisios fu quella di avere un rapporto profondo e armonioso con il mondo naturale e animale a lui circostante.
Egli insegnava: "Se ami gli animali, costoro lo sentono e ti vedono in un altro modo, come un amico. Nel paradiso, prima della caduta, gli animali erano amici dell'uomo, Adamo aveva il carisma della previsione spirituale, intuiva i bisogni degli animali e li aiutava. L'aquila mangiava solo gli animali morti; solo dopo è divenuta selvaggia e mangia anche quelli vivi. Tutti gli animali erano domestici, ma dopo la caduta si sono inselvatichiti". Non mancò chi testimoniò d'aver visto il monaco dialogare con passerotti, orsi, serpenti e aquile e questi gli obbedivano. Altrove l'Anziano disse:
"Quando io mi metto al posto della bestia selvaggia, inizio ad amarla e posso avere compassione pure per i serpenti. [...] L'amore divino tocca gli animali selvaggi. Una bestia selvaggia è in grado di discernere se un cacciatore viene a ucciderla. Si avvicina all'uomo che l'ama, non ha paura di lui".
"Egli chiamava i leprotti selvatici come noi chiamiamo i gatti e questi non avevano paura di vivere con lui. Questo leprotto era stato trovato dall'Anziano nei presso degli albicocchi, gli aveva fatto un segno di croce sulla fronte e chiese al suo figlioccio Basilio come ad altri cacciatori di non ucciderlo".

## Carismi e miracoli
Non è possibile esaurire la lunga lista di eventi inspiegabili che hanno caratterizzato la vita e sono avvenuti dopo la morte di Paisios a causa sua.
Per dare solo una vaga idea di essi se ne farà due rapidissimi accenni tratti da testimonianze.

### Al di là delle leggi naturali
Costantino Coutsoyannis racconta: "Un giorno stavo trasportando l'Anziano dal monastero della Preziosa Croce, in Calcidica, fino a Sourotì [località in cui si trova un monastero femminile]. Durante questo tragitto fummo immersi in una pioggia torrenziale al punto che, si avrebbe detto, le cataratte del cielo si fossero aperte. Al nostro arrivo le monache ci attendevano con ombrelli e mantelli da dare all'Anziano affinché non si bagnasse. Mi fecero segno di avvicinarmi il più possibile all'edificio. Ma in modo sorprendente in un istante e per un raggio di due metri attorno alla vettura la pioggia cessò di cadere mentre poco più in là c'era il diluvio. Quando l'Anziano discese e mi ebbe salutato entrando, ricominciò a piovere normalmente pure sulla vettura".

### Eventi di guarigione
"Qualche anno fa, quando il buon padre viveva ancora, caddi malata. Mi diagnosticarono un tumore. Mio figlio andò a trovare l'Anziano e gli disse che mi avrebbero condotta all'Ospedale Théageneio di Salonicco come fu. In una sala operatoria, con una rapida biopsia, mostrarono che avevo un cancro. Sei giorni dopo i medici mi dissero che se il sangue non si fermava di scendere dalla piaga mi avrebbero condotto in sala operatoria. Mio figlio tornò a vedere il buon padre che gli disse: 'Tua madre non s'inquieti, non è nulla. I chirurghi hanno sbagliato di fare un'operazione'. Gli donò un komboskìni (=una specie di rosario) dicendogli: 'Dallo a tua madre e dille che con questo appenderà i medici alla parete'. Il settimo giorno, quando l'Anziano era nella Santa Montagna, apparse in Ospedale! 'Vidi l'Anziano accanto a me mentre sistemava i tubicini che drenavano il sangue. Prima del tempo di ringraziarlo sparì'. La sera giunsero i medici e constatarono che il sangue non colava più, l'incisione si era chiusa e, conseguentemente, gli esami furono tutti negativi. Non avevo bisogno né di aspirina né di chemioterapia. Più tardi, dopo la mia uscita dall'Ospedale, incontrai l'Anziano nel monastero del Venerabile Precursore e lo ringraziai d'essere giunto in Ospedale per vedermi. Egli mi rispose: 'Bambina mia, sono venuto perché i medici ti hanno ingiustamente maltrattata' ".

### Profezie
All'asceta sono anche legate alcune profezie sul futuro dell'Europa e della Grecia. Paisios, seppur nella sua umile condizione, intuì alcuni fenomeni di omologazione sociale classificandoli come negativi: "...Dietro al perfetto sistema di sicurezza informatica, “scheda di servizi”, - scriveva - si nasconde una dittatura globale, un asservimento all'Anticristo".
Padre Paisios era solito dire:
"Oggi la situazione delle Chiese è molto grave. Non lo capiscono ma è così. Ci aspettano molte prove ... Viviamo in tempi di Apocalisse, siamo come ai tempi di Noè; lo prendevano in giro... Oggi nessuno ci crede, ma siamo al colmo. I pii avranno grandi prove, ma il tempo sarà breve".
Notiamo in quest'ultima affermazione come i tempi di crisi per Paisios siano i "tempi ultimi". Un particolare che rivela l'ansia escatologica che fu tipica pure dei primi cristiani.

### Visioni
Un altro fenomeno inspiegabile di cui fu protagonista padre Paisios e che lui stesso riferiva, furono alcune visioni. Non era oggetto solo di visioni demoniache ma, più spesso, di visioni di santi. Riportiamo solo un esempio.
Paisios narrò che, in un determinato periodo, dei vescovi greci gli avevano sottoposto alcuni gravi problemi ai quali non erano riusciti trovare risposta. L'asceta non potendo aiutarli, iniziò a ricorrere alla preghiera chiedendo l'aiuto di sant'Eufemia, un'antica santa del IV secolo alla quale era devoto. Passato un certo tempo in cui chiedeva questo aiuto, un pomeriggio sentì bussare alla porta della sua casetta. Alla sua domanda chi fosse, una voce femminile risposte: "Sono io, Eufemia". "Eufemia, chi?", riprese l'asceta. Si fece silenzio e la visitatrice riprese a bussare. L'asceta chiese nuovamente chi fosse e gli fu risposto al medesimo modo. Ad un certo punto, il monaco vide la figura della visitatrice entrare nella sua casetta, nonostante la porta fosse rimasta chiusa. Appena Paisios si accorse che l'apparizione non era demoniaca (la santa apparsa venerò l'icona della Trinità), le chiese la soluzione ai problemi che gli erano stati posti. Poi aggiunse: "Vorrei che tu mi dicessi come hai sopportato il tuo martirio". Al che, l'apparizione rispose: "Padre, se allora avessi saputo come sarebbe stata la vita eterna e la bellezza celeste che le anime godono nello stare vicino a Dio, onestamente avrei chiesto che il mio martirio durasse sempre, dal momento che non fu assolutamente niente in confronto dei doni della grazia di Dio!".

## Reazione verso chi lo critica
Il consenso verso padre Paisios in Grecia fu sempre più grande e popolare al punto che la sua morte venne vista come un lutto nazionale. Ciononostante non mancò qualcuno che ironizzò sul santo monaco. Il 19 settembre 2012, Christos H. Pappas, un deputato al Parlamento Ellenico del partito di estrema destra Alba dorata, durante una sessione parlamentare, denunciò una pagina Facebook satirica nei confronti di Padre Paisios, in cui esso veniva chiamato "Padre Pastitsios", in riferimento al "pastisio", una sorta di moussaka.
La polizia greca arrestò l'autore della pagina Facebook, emanando poi un comunicato stampa a questo riguardo.
L'accaduto venne riportato da varie associazioni di difesa dei media, come Valigia Blu in Italia.
L'arresto viene visto come un'esagerazione da parte di alcuni anche se è spiegabile come la conseguenza di "vilipendio" alla religione di Stato.